# Alföldi Lajos
Alföldi Lajos (Miskolc, 1927. március 9. – Szeged, 2021. október 31.) magyar orvos, bakteriológus, egyetemi oktató, kutatóprofesszor, a Magyar Tudományos Akadémia rendes tagja. A mikrobiális genetika neves kutatója. 1978 és 1989 között az MTA Szegedi Biológiai Központ (ma: Kutatóközpont) igazgatója.

## Életpályája
1945-ben érettségizett, majd felvették a Pázmány Péter Tudományegyetem Orvosi Karára, ahol 1949-ig tanult, majd a Szegedi Orvostudományi Egyetemen folytatta tanulmányait, ahol 1951-ben szerzett diplomát.
Diplomájának megszerzése után a Szegedi Orvostudományi Egyetem Mikrobiológiai Intézetében kezdett el aspiránsként dolgozni. 1954-ben tanársegédi, 1955-ben adjunktusi, 1958-ban docensi kinevezést kapott. 1971-ben távozott az egyetemről, amikor a Magyar Tudományos Akadémia Szegedi Biológiai Központja Genetikai Intézetének igazgatója lett. 1978 és 1988 között egyben a Központ főigazgatója is volt. 1993-ban kutatóprofesszori megbízást kapott. 1994-ben a József Attila Tudományegyetem díszdoktora lett. 1956 és 1957 között a párizsi Pasteur Intézet, 1961 és 1962 között a berkeleyi Kaliforniai Egyetem Víruslaboratóriuma, 1964-ben pedig a Gif-sur-Yvette-i CNRS Enzimológiai Laboratórium vendégkutatója volt.
1955-ben védte meg az orvostudományok kandidátusi, 1972-ben pedig biológiai tudományok doktori értekezését. 1982-ben megválasztották az MTA levelező, 1990-ben pedig rendes tagjává. 1990 és 1995 között a tudományos köztestület elnökségének tagja volt. A Szegedi Akadémiai Bizottságban és a Genetikai Bizottságban dolgozott. A Theoretical and Applied Genetics, illetve a Biologisches Zentralblatt című tudományos szakfolyóiratok szerkesztőbizottságába is bekerült.

## Munkássága
Kutatási területe a mikrobiális genetika volt. Első munkáiban Ivánovics György munkatársaként kidolgozta a B12-vitaminhoz kapcsolódó értékmérések és a nagy hatású B12-vitamint tartalmazó májkészítmények előállításának módszerét. Nevéhez fűződik a megacin, egy új bakteriocin leírása.
Az általa megfigyelt relaxációs E.coli baktériumtörzsek aminosav-érzékenységének eredetével foglalkozott, valamint elsőként írta le egy baktérium, a Bacillus megaterium protoplaszt-fúzióját. A 2000-es években a baktérium karakterizációjával és megacintermelésének vizsgálatával foglalkozott.

## Főbb publikációi
- Tanulmányok nagy hatású vészes vérszegénység elleni májkészítmények előállítására (Ivánovics Györggyel, 1951)
- A New Antibacterial Principle: Megacine (Ivánovics Györggyel, 1954)
- Zygose létale dans les croisements entre souches colicinogenes et non colicinogenes (társszerző, 1957)
- The Chromosomal Site of the RNA Control (RC) Locus in E.coli (társszerző, 1962)
- Fusion of Protoplasts of „Bacillus megaterium” (társszerző, 1976)
- Megacinogenic Plasmid From „Bacillus megatherium” (társszerző, 1982)
- Baktérium protoplasztok fúziója, perspektívák és problémák : akadémiai székfoglaló : 1982. november 16. (1985)
- Cloning and Characterization of the DNA Region Responsible for Megacin A-216 Production in „Bacillus megaterium” (társszerző, 2008)

## Családja
Nős, házasságából egy leány- és egy fiúgyermek született. Testvére Alföldi László hidrogeológus.

## Díjai, elismerései
- Állami Díj (1985) – A mikrobiológia, a genetika terén elért eredményeiért, tudományos iskolateremtő és tudományszervező tevékenységéért. Megosztott díj: Ferenczy Lajossal és Venetianer Pállal.
- Manninger Rezső-emlékérem (1990)
- a Szegedért Alapítvány természettudományi díja (1992)
- Jancsó Miklós-emlékérem (1999)